# Esercito Nazionale Ili
L'Esercito Nazionale Ili (伊犁民族军S) fu l'esercito della Seconda Repubblica del Turkestan orientale (ETR) che all'inizio era costituito da sei reggimenti: fanteria di Suidun,  reggimento di Ghulja, reggimento di Kensai, riserve del reggimento di Ghulja, reggimento di cavalleria kazaka, reggimento di dungani, battaglione di artiglieria, battaglione xibe e battaglione mongolo. Gli ultimi due vennero poi trasformati in reggimenti. Tutti i reggimenti erano armati, principalmente, con armi tedesche fornite all'Unione Sovietica per ordine di Joseph Vallieres. Gli ufficiali erano addestrati in Unione Sovietica. L'aviazione era costituita da 42 aerei, catturati a Ghulja nella base del Kuomintang e riparati da tecnici sovietici.

## Storia
L'Esercito Nazionale Ili fu costituito l'8 aprile 1945. Elihan Tore fu il maresciallo dell'Esercito Nazionale Ili fino al suo esilio in Unione Sovietica  e Abdulkerim Abbas fu il direttore politico.
Secondo M. Kutlukov, nel settembre 1945, l'Esercito Nazionale Ili ottenne decisive vittorie contro le truppe del Kuomintang a Zungaria, dove due nuove divisioni del Kuomintang di circa 25.000 uomini, armati con armi americane, furono intrappolate e completamente annientate (eccetto per 6.000 tra soldati, ufficiali e sette generali, che si arresero) in battaglie nel distretto altamente fortificato Wusu - Shihezi. Ciò fu dovuto in parte all'eroismo dei soldati e ufficiali dell'esercito nazionale Ili, all'esperienza di numerosi militari e consiglieri sovietici che parteciparono direttamente alle operazioni militari e all'impiego di fuoco d'artiglieria pesante e bombardamenti aerei (da parte dell'aviazione ribelle) sulle posizioni del Kuomintang nel distretto strategico ricco di petrolio.
Il 20 dicembre 1949, l'Esercito Nazionale Ili venne integrato nell'Esercito Popolare di Liberazione come 5º Corpo dello Xinjiang, che poi fu riformato. La divisione fu trasferita nel nuovo Corpo di costruzione e produzione dello Xinjiang con tutte le armi delle divisioni che erano state sequestrate. Più tardi queste divisioni nazionali furono sciolte e la maggior parte degli uomini vennero imprigionati, giustiziati o fuggirono in Unione Sovietica.